# Phytodégradation
La phytodégradation est l'accélération de la dégradation des composés organiques polluants (hydrocarbures, pesticides, explosifs...) en présence de plantes (phragmites, saules, peupliers, aulnes, Baldingère, Iris des marais, Massette).
Cette dégradation peut avoir lieu soit hors de la plante, grâce à l’activité des micro-organismes présents dans l’environnement des racines (rhizosphère), soit dans la plante après absorption du composé puis dégradation dans les cellules par des enzymes spécifiques.